# 愛拚才會贏
《愛拚才會贏》為一首台灣閩南語流行音樂歌曲，由臺灣作曲家陳百潭填詞及作曲，歌手葉啟田原主唱，後來被多名歌手翻唱或改編。收录该歌曲的同名專輯於1988年由吉馬唱片發行，正逢臺灣人民努力打拚創造臺灣經濟奇蹟的階段，且歌詞意境多在鼓勵落魄或失意的人們，仍要抱定信心、努力奮鬥，因而廣獲臺灣各階層民眾、中國大陸民眾甚至海外華人的喜愛，為中國大陸乃至全球至今最受歡迎的台語流行音樂歌曲之一，於台灣政治活动中常作为選舉造势歌曲。

## 創作
該歌由吉馬唱片老闆陳維祥向當時在華倫唱片工作的陳百潭邀歌，本來陳百潭鍾意的歌手為洪榮宏。台灣戒嚴時代，該歌送行政院新聞局審查未獲通過，因為外省籍審查人員認為「拚」屬於暴力詞彙。台灣解嚴之後，新聞局取消流行歌曲送審制度，該歌方能問世。該歌的版權以新台幣2.5萬元被吉馬唱片買斷，因此陳百潭雖然一舉成名，但並未獲得後續收益。

## 影響
《愛拚才會贏》歌名已成為一句鼓勵人們努力向上的格言。1988年臺灣電視公司連續劇《阿匹婆入學》，主題曲為〈愛拚才會贏〉。1994年7月27日，藝人倪敏然說，力霸友聯全線即將開闢的新節目《快樂台灣人》中，為順應時空背景的改變，他對七先生的性情做了些微的修正：1980年代的七先生有種「心事誰人知」的沉重情緒，人就顯得憂鬱點；如今政治局勢不同，1990年代的七先生會開朗積極，因為這個時機是「愛拚才會贏」。
隨著中國大陸改革開放，福建省與台灣的交流日益密切；1993年時，福建的上千家卡拉OK店已家家必备此歌。
2014年1月11日民主進步黨大老蔡同榮病逝前幾天，家屬在台大醫院蔡同榮病床的床頭播放他最喜歡的歌曲〈公民投票踏入聯合國〉、〈勇敢的台灣人〉、〈愛拚才會贏〉、〈回鄉的我〉、〈黃昏的故鄉〉等。2018年8月4日，金門縣自泉州市引水儀式前一天，福建省人民政府開放臺海兩岸媒體直擊兩岸通水典禮會場、泵站中控室等單位，會場響起〈愛拚才會贏〉音樂。

## 改編
《愛拚才會贏》原曲被填上了粵語、潮州話、客家話及国语歌詞，而有多個其他語種版本。香港粵語版本是梁立人作詞，歌名為《勝利雙手創》，是亞洲電視連續劇《我來自潮州》主題曲，由葉振棠主唱。馬來西亞張少林創作了客家話版本，名為《肯捱會出頭》。潮州話有李今風作詞的《大丈夫》和動力腳車作詞的《無賺做有食》兩個版本。越南語版本名為，意思是「來自潮州的人」，是直譯自粵語的歌名。泰語版則是直譯自臺語原版的歌名。国语版有由石小倩演唱的《永远不服输》、林翠萍演唱的《相会在梦里》、羅時豐演唱的《靠自己才會贏》及卓依婷演唱的《問心無愧》。上海話版有夏禕在MUCH TV政治戲仿節目《搞笑Very Much》以意譯方式翻唱的《努力吉星照》。香港跳唱組合草蜢曾於1997年7月在國語專輯《Ba-ba-ba 不屬於》（滾石唱片）中用台語翻唱原曲，並由王雙駿重新編曲。

## 外部連結
- YouTube上的愛拚才會贏，葉啟田作品